# Doricha
Genre
Doricha est un genre d'oiseaux-mouches (la famille des Trochilidés) d'Amérique centrale appartenant à la sous-famille des Trochilinae et de la tribu des Mellisugini.

## Liste des espèces
D'après la classification de référence (version 2.5, 2010) du Congrès ornithologique international, ce genre est constitué des espèces suivantes (par ordre phylogénique) :
- Doricha enicura – Colibri à queue singulière
- Doricha eliza – Colibri d'Eliza